# Empoasca ingena
Empoasca ingena är en insektsart som beskrevs av Davidson och Delong 1942. Empoasca ingena ingår i släktet Empoasca och familjen dvärgstritar. Inga underarter finns listade i Catalogue of Life.